# WVV Wageningen in het seizoen 1962/63
Het seizoen 1962/1963 was het negende jaar in het bestaan van de Wageningense betaaldvoetbalclub Wageningen. De club kwam uit in de Tweede divisie A en eindigde daarin op de negende plaats. Tevens deed de club mee aan het toernooi om de KNVB beker, hierin werd de club in de tweede ronde uitgeschakeld door RCH (2–3).

## Wedstrijdstatistieken

### Tweede divisie A
|       | AGOVV | Alkmaar '54 | Be Quick | De Graafschap | Heerenveen | KFC   | Leeuwarden | N.E.C. | Oldenzaal | Stormvogels | Tubantia | Vitesse | VSV   | ZFC   | Zwartemeer | Zwolsche Boys |
| ----- | ----- | ----------- | -------- | ------------- | ---------- | ----- | ---------- | ------ | --------- | ----------- | -------- | ------- | ----- | ----- | ---------- | ------------- |
| Thuis | 2 – 2 | 3 – 2       | 2 – 0    | 3 – 1         | 5 – 1      | 0 – 3 | 1 – 2      | 0 – 1  | 2 – 0     | 2 – 0       | 4 – 4    | 4 – 1   | 1 – 2 | 3 – 2 | 1 – 1      | 0 – 2         |
| Uit   | 4 – 1 | 1 – 1       | 3 – 1    | 4 – 1         | 1 – 1      | 3 – 1 | 1 – 1      | 2 – 4  | 2 – 0     | 1 – 1       | 1 – 3    | 1 – 1   | 3 – 1 | 1 – 0 | 3 – 5      | 4 – 1         |

### KNVB beker
| 1e ronde                                     |                                          | Vrijgeloot    |                                      |
|                                              |                                          |               |                                      |
| 2e ronde                                     | RCH                                      | 3 – 2 (2 – 1) | Wageningen                           |
| 2 maart 1963 Plaats: Heemstede Sportparklaan | Aad Euwes 35' Arie van den Berg 45', 90' |               | 10' Karel Sülzle 80' Frans van Ernst |

## Statistieken Wageningen 1962/1963

### Eindstand Wageningen in de Nederlandse Tweede divisie A 1962 / 1963
| Stand | Gespeeld | Gewonnen | Gelijk | Verloren | Punten | Doelpunten voor | Doelpunten tegen |
| ----- | -------- | -------- | ------ | -------- | ------ | --------------- | ---------------- |
| 9e    | 32       | 11       | 8      | 13       | 30     | 56              | 59               |

### Topscorers
| #      | Naam                   | Goal |
| ------ | ---------------------- | ---- |
| 1.     | Ton van de Weerd       | 15   |
| 2.     | Epi Drost              | 12   |
| 3.     | Gerrit van de Weerthof | 10   |
| 4.     | Frans van Ernst        | 8    |
| 5.     | Joop Daalderop         | 4    |
| 6.     | Van Ingen              | 3    |
| 7.     | Bart van Ingen         | 2    |
| 8.     | Van Buiten             | 1    |
| 8.     | Van Meegen             | 1    |
| Totaal | Totaal                 | 56   |

| #      | Naam            | Goal |
| ------ | --------------- | ---- |
| 1.     | Frans van Ernst | 1    |
| 1.     | Karel Sülzle    | 1    |
| Totaal | Totaal          | 2    |